# Dioscorea villosa
Dioscorea villosa ist eine Pflanzenart aus der Gattung Yams (Dioscorea) innerhalb der Familie der Yamswurzelgewächse (Dioscoreaceae). Sie ist in Nordamerika weitverbreitet.

## Beschreibung

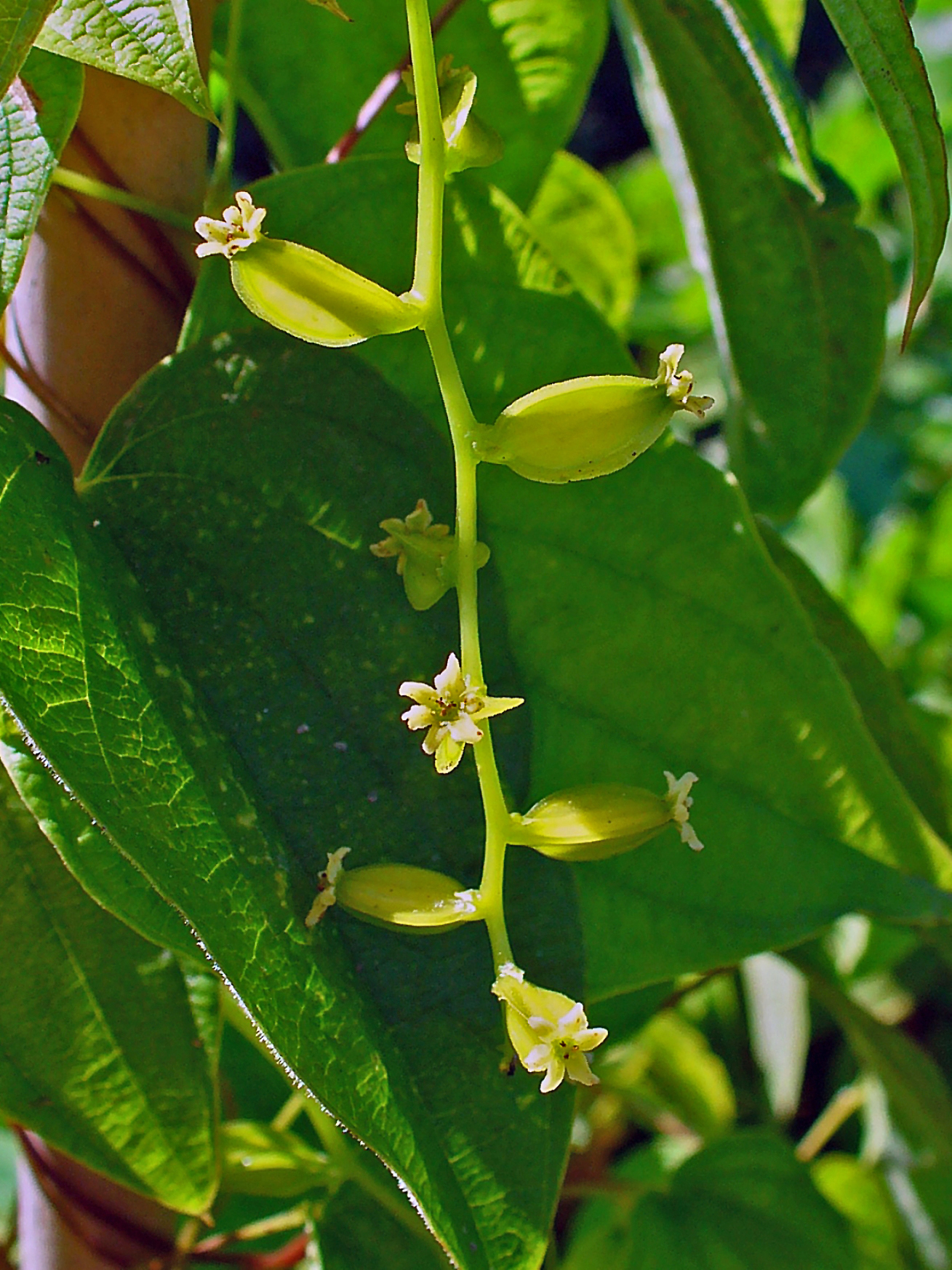
Weiblicher Blütenstand

### Vegetative Merkmale
Dioscorea villosa wächst als kletternde, ausdauernde krautige Pflanze und erreicht Wuchshöhen von 1 bis 7 Metern. Die Behaarung ist sehr variabel.
Die Pflanzen bilden unterirdisch ein braunes Rhizom von 0,5 bis 1,5 Zentimeter Durchmesser, die Internodien sind nicht durch ein Trenngewebe abgesetzt. Das Rhizom kann verzweigt oder unverzweigt sein, gerade oder unregelmäßig gebogen. Aus dem Rhizom entspringen die windenden Stängel, sie sind längs gerieft oder geflügelt, meist kahl.
Die Laubblätter sind wechselständig, fast gegenständig oder angenähert quirlig angeordnet. Insbesondere in schattigen Situationen sind die Laubblätter zuerst in Quirlen von drei bis sieben angeordnet, weiter oben am Stängel dann wechselständig. Die Laubblätter sind in Blattstiel und Blattspreite gegliedert. Der geriefte oder geflügelte Blattstiel ist 3 bis 14 Zentimeter lang. Die einfache Blattspreite ist bei einer Länge von 2 bis 13 Zentimetern sowie einer Breite von 2 bis 13 Zentimetern herzförmig. Die Laubblätter sind grün oder bläulich bereift. Die Blattunterseite kann behaart und mit Drüsen besetzt sein.

### Generative Merkmale
Dioscorea villosa ist zweihäusig getrenntgeschlechtig (diözisch). Die Blüten sind immer eingeschlechtig. Die männlichen Blüten stehen zu dritt in Zymen beisammen, die wiederum in traubigen oder verzweigten Blütenständen zusammengefasst sind. Die Blütenstandsachse ist bis zu 30 Zentimeter lang, die Verzweigungen bis zu 15 Zentimeter. Die männlichen Blüten sind grünliche weiß, glocken- bis röhrenförmig, mit einem Durchmesser von 1 bis 2, selten bis 3 Millimeter. Sie enthalten sechs Staubblätter in zwei Kreisen. Die weiblichen Blütenstände enthalten vier bis 18 Blüten in einem traubigen Blütenstand. Die weiblichen Blüten sind ebenfalls grünlich weiß und messen 2 bis 4 Millimeter im Durchmesser. Neben dem Gynoeceum enthalten die weiblichen Blüten auch sechs Staminodien.
Die bei Reife gelblich-grünen Kapselfrüchte sind bei einem Durchmesser von bis 3,5 Zentimetern eiförmig oder verkehrt-ei- bis -nierenförmig. Die Samen messen 5 bis 18 Millimeter.

## Vorkommen
Dioscorea villosa ist im östlichen Nordamerika weitverbreitet. Im Norden erreicht Dioscorea villosa das Gebiet um die Großen Seen und mit einzelnen Populationen noch Kanada. Im Osten und Süden wird die Küste des Atlantik und der Golf von Mexiko erreicht, Florida wird nur im nördlichsten Teil besiedelt. Im Westen fällt die Grenze des Verbreitungsgebiets etwa mit der Grenze von Wald und Prärie zusammen.
Besiedelt werden feuchte Standorte wie Ränder von Sümpfen, Wasserläufen und Seen, feuchte bis trockene Wälder und Gebüsche, auch steinige Böschungen und Straßenränder. Dioscorea villosa kommt von Meereshöhe bis in Höhenlagen von 1500 Metern vor.

## Verwendung
Manche Indianer verwendeten die Rhizome von Dioscorea villosa als Arzneimittel. Ein alkoholischer Auszug aus dem Rhizom wurde im 19. Jahrhundert ebenfalls als Arznei gebraucht.

## Systematik
Dioscorea villosa wurde 1753 durch Carl von Linné in Species Plantarum, Tomus 2, Seite 1033 erstveröffentlicht. Das Artepitheton villosa stammt aus dem Lateinischen und bedeutet „zottig, rau“. Synonyme für Dioscorea villosa L. sind: Dioscorea glauca Muhl. ex Beck, Dioscorea hirticaulis Bartlett, Dioscorea paniculata Michx., Dioscorea paniculata var. glabrifolia Bartlett, Dioscorea quaternata J.F.Gmel., Dioscorea quaternata var. glauca (Muhl. ex Beck) Fernald, Dioscorea villosa var. glabrifolia (Bartlett) W.Stone, Dioscorea villosa var. hirticaulis (Bartlett) H.E.Ahles. Die Pflanzenexemplare zeigen in ihrer Variabilität ein kontinuierliches Spektrum, das sich nur schwer in unterschiedliche Taxa unterteilen lässt.